# Real Sebastiani Rieti 2020-2021
Questa voce raccoglie le informazioni riguardanti la Real Sebastiani Rieti nelle competizioni ufficiali della stagione 2020-2021.

## Stagione
L’obiettivo della Real Sebastiani Rieti, rinata nell'estate 2020 dopo aver rilevato il titolo sportivo di Serie B della Virtus Valmontone, è quello di conquistare la promozione in A2. La campagna acquisti, inizialmente condotta dal GM ex Valmontone Paolo Moretti (successivamente sostituito da Domenico Zampolini, che torna così a Rieti dopo le precedenti esperienze con la AMG Sebastiani da giocatore e con la NSB in qualità di direttore sportivo) porta alle pendici del Terminillo giocatori del calibro di Federico Loschi, Klaudio Ndoja e Andrea Traini, ai quali si aggiungono le ali Alberto Cacace, Matias Drigo ed Enzo Cena, la guardia Manuel Diomede e gli under Vincenzo Provenzani e Marco Di Pizzo, oltre ai ritorni a Rieti del centro Simone Bagnoli e della guardia Juan Marcos Casini. L’allenatore è Alex Righetti, unico confermato dallo staff tecnico insieme al suo assistente Antonio Carone. La squadra comincia bene, superando il proprio girone di Supercoppa con tre vittorie (contro Formia, LUISS Roma e Cassino) e battendo Teramo a domicilio negli ottavi di finale, approdando alle Final Eight, in cui supera Fabriano nei quarti di finale, ma viene sconfitta in semifinale contro Nardò. La regular season vede la Sebastiani cominciare con nove successi di fila (prima sconfitta in casa alla decima giornata, contro Sant'Antimo) e mantenere la testa alla classifica tanto nella prima quanto nella seconda fase, nella quale prevale nel testa a testa con Taranto nonostante la seconda sconfitta stagionale arrivi proprio contro i pugliesi, concludendo al primo posto del girone D con un bilancio di 20 vittorie su 22 partite. Gli uomini di coach Righetti, inoltre, ottengono la qualificazione alle Final Eight di Coppa Italia, disputate a Cervia, dove, dopo aver battuto Rimini nei quarti ed Agrigento in semifinale, arriva una sconfitta in finale contro la Pallacanestro Piacentina al termine di una partita in cui la RSR conduce a lungo, venendo però superata negli ultimi minuti. La rosa viene rivoluzionata nel corso del campionato, con le cessioni di Bagnoli, Casini, Cacace e Diomede e i contestuali arrivi di Paolo Paci, Eric Visentin e Nicolò Basile. Poco prima dei playoff arriva anche Lorenzo Panzini. La corsa della Sebastiani nella post-season si ferma in semifinale, dove i reatini vengono sconfitti da Roseto per 3-0 (al termine di gara 1 Righetti e Carone vengono esonerati e sostituiti dall'assistente allenatore Mauro Angelucci e da Massimo Prosperi, responsabile del settore giovanile, per il prosieguo dei playoff), dopo aver superato Jesi per 3-1 nei quarti.